# Campeonato Chileno de Futebol de 1967 - Segunda Divisão
O Campeonato Chileno de Futebol de Segunda Divisão de 1967 foi a 16ª edição do campeonato do futebol do Chile, segunda divisão, no formato "Primera B". Em turno e returno os 14 clubes jogam todos contra todos. O Campeão é promovido para o Campeonato Chileno de Futebol de 1967. O último colocado iria para as Associações de Origem de Futebol do Chile - nível local.

## Participantes
| Equipe                                                | Cidade           | Região                   | No ano anterior                                    | Estádio                                               | Capacidade | Títulos        | Participações |
| ----------------------------------------------------- | ---------------- | ------------------------ | -------------------------------------------------- | ----------------------------------------------------- | ---------- | -------------- | ------------- |
| Club Deportivo Trasandino de Los Andes                | Los Andes        | Província de Aconcágua   | Quarto Lugar                                       | Estádio Regional de Los Andes                         | 2.500      | 0 (não possui) | 16            |
| Club de Deportes de la Universidad Técnica del Estado | Santiago         | Província de Santiago    | Quinto Lugar                                       | Estádio da Universidad Técnica del Estado             | 3.000      | 0 (não possui) | 13            |
| Iberia - Puente Alto                                  | Puente Alto      | Província de Santiago    | Décimo Quarto Lugar                                | xxx                                                   | xxx        | 0 (não possui) | 13            |
| Club de Deportes Ñublense                             | Chillán          | Província de Ñuble       | Sexto Lugar                                        | Estádio Bicentenário Municipal Nelson Oyarzún         | 12.000     | 0 (não possui) | 8             |
| Club Deportivo Lister Rossel                          | Linares          | Província de Linares     | Décimo Lugar                                       | Estádio Fiscal de Linares                             | 7.000      | 0 (não possui) | 7             |
| Club Deportivo Municipal de Santiago                  | Santiago         | Província de Santiago    | Décimo Lugar                                       | Estádio Militar                                       | 13.500     | 0 (não possui) | 5             |
| Club Social y Deportivo San Antonio Unido             | San Antonio      | Província de Valparaíso  | Terceiro Lugar                                     | Estádio Municipal Doctor Olegario Henríquez Escalante | 2.000      | 0 (não possui) | 6             |
| Colchagua Club de Deportes                            | San Fernando     | Província de Colchagua   | Oitavo Lugar                                       | Estádio Municipal Jorge Silva Valenzuela              | 5.900      | 0 (não possui) | 11            |
| Club de Deportes Ovalle                               | Ovalle           | Província de Coquimbo    | Décimo Segundo Lugar                               | Estádio Municipal de Ovalle                           | 8.000      | 0 (não possui) | 6             |
| Club Social y de Deportes Concepción                  | Concepción       | Província de Concepción  | Décimo Terceiro Lugar                              | Estádio Municipal de Concepción                       | 35.000     | 0 (não possui) | 2             |
| Antofagasta Portuário                                 | Antofagasta      | Província de Antofagasta | Décimo Primeiro Lugar                              | Estádio Regional de Antofagasta                       | 26.339     | 0 (não possui) | 2             |
| Club de Deportes Lota Schwager                        | Coronel          | Província de Concepción  | Nono Lugar                                         | Estádio Municipal Federico Schwager                   | 18.500     | 0 (não possui) | 2             |
| Club de Deportes Coquimbo Unido                       | Coquimbo         | Província de Coquimbo    | Vice Campeão                                       | Estádio La Pampilla                                   | ---        | 1 (1962)       | 6             |
| Club Deportivo Ferrobádminton                         | Estación Central | Província de Santiago    | Rebaixado do Campeonato Chileno de Futebol de 1966 | Estádio Ferroviário Hugo Arqueros Rodríguez           | 30.000     | 1 (1965)       | 2             |

## Campeão
| Campeão Chileno Segunda Divisão 1967                                  |
| --------------------------------------------------------------------- |
| Club Social y de Deportes Concepción (Concepción) (1º título) Campeão |